# Landeskirche
Eine Landeskirche ist ein in der Regel territorial abgegrenzter Zusammenschluss von volkskirchlichen Gemeinden. Meist bildet er eine Körperschaft des öffentlichen Rechts (Deutschland). In Liechtenstein ist der Begriff Landeskirche gleichbedeutend mit Staatskirche.

## Landeskirche im Mittelalter
Bezogen auf die vorreformatorische Zeit wird unter dem Begriff der Landeskirche die Kirchenorganisation eines bestimmten Territoriums verstanden, die zwar im Regelfall einer übergeordneten Autorität (dem Papst oder einem Patriarchen) unterstellt war, aber ein erhöhtes Maß an Selbstständigkeit besaß, insbesondere was ihre innere Struktur und ihr Verhältnis zum jeweiligen weltlichen Herrscher betraf. Das Vorhandensein einer eigenen Landeskirche spielte eine große Rolle für die Abgrenzung vor allem frühmittelalterlicher Reiche gegenüber anderen Territorien.

## Landeskirchen in Deutschland

### Entstehung
In Deutschland ergab sich der Begriff im heutigen Verständnis aus einer Notsituation: Anders als in Skandinavien und England gingen die deutschen Bischöfe in ihrer großen Mehrheit nicht zur Reformation über, so dass es nicht möglich war, das hergebrachte Diözesansystem unter dem Vorzeichen des neuen Bekenntnisses weiter bestehen zu lassen. Daher forderte Martin Luther, dass die weltlichen Landesherren behelfsweise die bischöfliche Funktion in ihren Territorien ausüben sollten. Diese Herrschaft, die die Territorialfürsten oder städtischen Magistrate meist durch hierzu eingesetzte Behörden (Konsistorien) sowie durch Superintendenten bzw. Generalsuperintendenten ausübten, wurde später landesherrliches Kirchenregiment genannt.
Aus dem Augsburger Religionsfrieden von 1555 ergab sich der Grundsatz cuius regio, eius religio (wessen Gebiet, dessen Religion). Danach bestimmte der Landesherr, welcher Konfession seine Untertanen angehören mussten. Dies beförderte die Ausbildung geschlossener, eigener Landeskirchen. Der Grundsatz wurde allerdings in der Praxis der Religionspolitik im Heiligen Römischen Reich mit und nach dem Dreißigjährigen Krieg bald aufgeweicht.
Bis zur Abschaffung der Monarchie in Deutschland 1918 waren die Landesherren im administrativen Bereich Landesbischöfe, und die Bindung von Kirche und Staat dadurch besonders eng. Das galt seit dem 18. Jahrhundert sogar bei Landesherren anderer Konfession. So war der (römisch-katholische) König von Bayern zugleich oberster Bischof der Evangelisch-Lutherischen Kirche in Bayern. In der Praxis übten die Landesherren die Leitungsgewalt über innerkirchliche Angelegenheiten (ius circa sacra) aber meist nur indirekt aus.

### Situation heute

Evangelische Landeskirchen in Deutschland (2012)

Die heutigen Grenzen der in Deutschland existierenden 20 evangelischen Landeskirchen sind weitgehend identisch mit denen der Bundesstaaten (in Preußen: der Provinzen) im deutschen Kaiserreich, wie es bis 1918 bestand. So umfasst beispielsweise das Gebiet der Evangelischen Kirche im Rheinland dasjenige der früheren altpreußischen Kirchenprovinz Rheinland, die territorial im Wesentlichen der preußischen Rheinprovinz entsprach, deren Gebiet heute auf vier Länder aufgeteilt ist. Das Gebiet der Landeskirche blieb dabei nahezu unverändert. Die Evangelisch-reformierte Kirche (Landeskirche) entstand durch den Zusammenschluss der Evangelisch-reformierten Kirche in Nordwestdeutschland, die im Wesentlichen auf die Evangelisch-reformierte Landeskirche der Provinz Hannover zurückgeht, und der Evangelisch-reformierten Kirche in Bayern. Weil ihre Gemeinden auf den Gebieten der Hannoverschen und der Bayerischen Landeskirche liegen und sich ihr auch reformierte Gemeinden aus weiteren Ländern anschlossen, ist sie die einzige Landeskirche der EKD, die kein eigenes Territorium aufzuweisen hat.
Größere Veränderungen gab es im NS-Staat im Bereich des heutigen Hessen. 1933 schlossen sich die Evangelische Landeskirche Frankfurt am Main, die Evangelische Landeskirche in Hessen und die Evangelische Landeskirche in Nassau zur Evangelischen Kirche Nassau-Hessen (der heutigen Evangelische Kirche in Hessen und Nassau) zusammen. 1934 folgten die Evangelische Landeskirche in Hessen-Kassel und die Evangelische Landeskirche in Waldeck zur Evangelischen Kirche von Kurhessen-Waldeck.
Spätere Veränderungen betrafen Hamburg, Schleswig-Holstein und Mecklenburg-Vorpommern. 1977 vereinigten sich die Evangelisch-Lutherische Landeskirche Schleswig-Holstein, die Evangelisch-Lutherische Landeskirche Eutin, die Evangelisch-Lutherische Kirche im Hamburgischen Staate und die Evangelisch-Lutherische Kirche in Lübeck sowie der Kirchenkreis Harburg der hannoverschen Landeskirche zur Nordelbischen Evangelisch-Lutherischen Kirche. Sie wiederum fusionierte 2012 mit der Evangelisch-Lutherischen Landeskirche Mecklenburgs und der Pommerschen Evangelischen Kirche zur Evangelisch-Lutherischen Kirche in Norddeutschland. Die Evangelische Kirche in Berlin-Brandenburg und die Evangelische Kirche der schlesischen Oberlausitz schlossen sich 2004 zur Evangelischen Kirche Berlin-Brandenburg-schlesische Oberlausitz zusammen, ebenso wie 2009 die Evangelisch-Lutherische Kirche in Thüringen und die Evangelische Kirche der Kirchenprovinz Sachsen zur Evangelischen Kirche in Mitteldeutschland.

### Übersicht
| Landeskirche                                                | Leitender Geistlicher                                                                                                 | Bekenntnis | Mitglied in                                                       | Fläche (km²)                       | Mitglieder (31. Dez. 2023) | Gemeinden (31. Dez. 2023) | Kirchenkreise oder Äquivalent | Verwaltungssitz     |
| ----------------------------------------------------------- | --- | ---------- | ----------------------------------------------------------------- | ---------------------------------- | -------------------------- | ------------------------- | ----------------------------- | ------------------- |
| Evang. Landeskirche Anhalts                                 | Kirchenpräsident Joachim Liebig                                                                                       | uniert     | UEK, EKD, GEKE                                                    | 02.299                             | 25.237                     | 125                       | 05                            | Dessau-Roßlau       |
| Evang. Landeskirche in Baden                                | Landesbischöfin Heike Springhart                                                                                      | uniert     | UEK, EKD, GEKE                                                    | ca. 15.000                         | 1.004.394                  | 473                       | 24                            | Karlsruhe           |
| Evang.-Luth. Kirche in Bayern                               | Landesbischof Christian Kopp                                                                                          | lutherisch | VELKD, EKD, LWB, GEKE                                             | 70.547                             | 2.084.419                  | 1.533                     | 66                            | München             |
| Evang. Kirche in Berlin-Brandenburg-schlesische Oberlausitz | Bischof Christian Stäblein                                                                                            | uniert     | UEK, EKD, GEKE                                                    | 31.887,13                          | 804.487                    | 941                       | 25                            | Berlin              |
| Evang.-Luth. Landeskirche in Braunschweig                   | Landesbischof Christoph Meyns                                                                                         | lutherisch | Konf.ev.Ki.Nds, VELKD, EKD, LWB, GEKE                             | ca. 05.000                         | 284.031                    | 268                       | 12                            | Wolfenbüttel        |
| Bremische Evangelische Kirche                               | Schriftführer: Bernd Kuschnerus                                                                                       | uniert     | UEK, EKD, GEKE                                                    | ?                                  | 156.835                    | 60                        | 00                            | Bremen              |
| Evang.-luth. Landeskirche Hannovers                         | Landesbischof Ralf Meister                                                                                            | lutherisch | Konf.ev.Ki.Nds, VELKD, EKD, LWB, GEKE                             | 38.617                             | 2.233.950                  | 1.350                     | 47                            | Hannover            |
| Evang. Kirche in Hessen und Nassau                          | Kirchenpräsidentin Christiane Tietz                                                                                   | uniert     | UEK, EKD, GEKE                                                    | 13.358,77                          | 1.318.549                  | 1.092                     | 25                            | Darmstadt           |
| Evang. Kirche von Kurhessen-Waldeck                         | Bischöfin Beate Hofmann                                                                                               | uniert     | UEK, EKD, GEKE                                                    | ca. 10.000                         | 710.518                    | 0685                      | 14                            | Kassel              |
| Lippische Landeskirche                                      | Landessuperintendent Dietmar Arends                                                                                   | reformiert | UEK, EKD, Reformierter Bund, WGRK, LWB (Lutherische Klasse), GEKE | 01.157,74                          | 135.462                    | 0065                      | 40                            | Detmold             |
| Evang. Kirche in Mitteldeutschland                          | Bischof Friedrich Kramer                                                                                              | uniert     | UEK, EKD, VELKD, LWB, GEKE                                        | 37.000                             | 594.610                    | 1.757                     | 37                            | Magdeburg, Erfurt   |
| Evang.-Luth. Kirche in Norddeutschland                      | Landesbischöfin Kristina Kühnbaum-Schmidt                                                                             | lutherisch | VELKD, EKD, LWB, GEKE                                             | 40.227                             | 1.708.631                  | 881                       | 34                            | Kiel, Schwerin      |
| Evang.-Luth. Kirche in Oldenburg                            | Bischof Thomas Adomeit                                                                                                | lutherisch | Konf.ev.Ki.Nds, EKD, LWB, GEKE, Gaststatus in VELKD und UEK,      | 5.380                              | 361.096                    | 0110                      | 06                            | Oldenburg           |
| Evang. Kirche der Pfalz                                     | Kirchenpräsidentin Dorothee Wüst                                                                                      | uniert     | UEK, EKD, GEKE                                                    | 5.928                              | 443.607                    | 0388                      | 15                            | Speyer              |
| Evangelisch-reformierte Kirche                              | Kirchenpräsidentin Susanne Bei der Wieden                                                                             | reformiert | Konf.ev.Ki.Nds, UEK, EKD, Reformierter Bund, WGRK, GEKE           | Gemeinden in fast ganz Deutschland | 155.043                    | 0142                      | 9                             | Leer (Ostfriesland) |
| Evangelische Kirche im Rheinland                            | Präses Thorsten Latzel                                                                                                | uniert     | UEK, EKD, GEKE                                                    | 12.704                             | 2.192.756                  | 0627                      | 37                            | Düsseldorf          |
| Evang.-Luth. Landeskirche Sachsens                          | Landesbischof Tobias Bilz                                                                                             | lutherisch | VELKD, EKD, LWB, GEKE                                             | 14.900                             | 592.368                    | 0317                      | 16                            | Dresden             |
| Evang.-Luth. Landeskirche Schaumburg-Lippe                  | Landesbischof Oliver Schuegraf                                                                                        | lutherisch | Konf.ev.Ki.Nds, VELKD, EKD, LWB, GEKE                             | 00675                              | 44.386                     | 0022                      | 02                            | Bückeburg           |
| Evangelische Kirche von Westfalen                           | - vakant - Die Hildesheimer Regionalbischöfin Adelheid Ruck-Schröder ist zum 15. Juni 2025 zur Präses gewählt worden. | uniert     | UEK, EKD, GEKE                                                    | 22.200                             | 1.944.195                  | 0442                      | 26                            | Bielefeld           |
| Evang. Landeskirche in Württemberg                          | Landesbischof Ernst-Wilhelm Gohl                                                                                      | lutherisch | EKD, LWB, GEKE, Gaststatus in VELKD und UEK                       | ca. 20.000                         | 1.771.461                  | 1.169                     | 41                            | Stuttgart           |

Als assoziiertes Mitglied der EKD angeschlossen:
- Bund Evangelisch-reformierter Kirchen Deutschlands
- Herrnhuter Brüdergemeine

Bis 2003 war auch die Evangelische Kirche der Union Mitglied in der EKD. Diese ging 2003 in der Union Evangelischer Kirchen auf.

### Ämter und Institutionen
Alle evangelischen Landeskirchen sind als Körperschaft des öffentlichen Rechts organisiert. Folgende typischen Ämter und Institutionen gibt es in jeder Landeskirche:
- Der leitende Geistliche wird Landesbischof, Bischof, Kirchenpräsident, Präses, Landessuperintendent oder Schriftführer genannt.
- Die Synode ist das für die Gesetzgebung und Rechtsetzung innerhalb des kirchlichen Selbstbestimmungsrechtes zuständige Gremium.
- Zwischen den Tagungen der Synode fungiert ein kollegiales Gremium als Leitungsorgan, das in den meisten Landeskirchen „Kirchenleitung“ heißt, in manchen auch „Landeskirchenrat“ oder „Kirchenregierung“.
- Die oberste Verwaltungsbehörde der Kirche wird Landeskirchenrat, Oberkirchenrat, Landeskirchenamt oder Konsistorium genannt.

Gemeinschaftsaufgaben aller 20 Landeskirchen nimmt die 1946 gegründete Evangelische Kirche in Deutschland (EKD) wahr, die ihren Sitz in Hannover hat.

### Verwaltungshierarchie
Die Verwaltungsstruktur ist von Landeskirche zu Landeskirche unterschiedlich. Oft werden für die gleiche Verwaltungsinstanz verschiedene Bezeichnungen geführt. Um Verwirrungen zu vermeiden, soll folgende Tabelle einen Überblick über die Bezeichnungen der Verwaltungsebenen in den Landeskirchen der EKD geben. Zusätzlich wird in Klammern die Bezeichnung der personalen Leitung genannt, da auch hier in den Landeskirchen mit der gleichen Bezeichnung oft unterschiedliche Dinge gemeint sind. Kursiv werden ergänzend eventuelle Gremien der Verwaltungsebene genannt.
| Landeskirche                                                  | Unterste Instanz                             | Untere Instanz                                                    | Mittlere Instanz                                   | Obere Instanz Landeskirche                                     |
| ------------------------------------------------------------- | -------------------------------------------- | ----------------------------------------------------------------- | -------------------------------------------------- | -------------------------------------------------------------- |
| Evang. Landeskirche Anhalts                                   | Kirchengemeinde Gemeindekirchenrat           | Kirchenkreis (Kreisoberpfarrer) Kreissynode                       |                                                    | (Kirchenpräsident) Landessynode Kirchenleitung                 |
| Evang. Landeskirche in Baden                                  | Kirchengemeinde Kirchengemeinderat           | Kirchenbezirk, auch Dekanat (Dekan) Bezirkssynode                 | Kirchenkreis, auch Prälatur (Prälat)               | (Landesbischof) Landessynode Landeskirchenrat                  |
| Evang.-Luth. Kirche in Bayern                                 | Kirchengemeinde Kirchenvorstand              | Dekanat (Dekan) Dekanatssynode                                    | Kirchenkreis (Regionalbischof)                     | (Landesbischof) Landessynode Landeskirchenrat                  |
| Evang. Kirche in Berlin- Brandenburg- schlesische Oberlausitz | Kirchengemeinde Kirchenvorstand              | Kirchenkreis (Superintendent) Kreissynode                         | Sprengel (Generalsuperintendent = Regionalbischof) | (Bischof) Landessynode Kirchenleitung                          |
| Evang.-Luth. Landeskirche in Braunschweig                     | Kirchengemeinde Kirchenvorstand              | Propstei (Propst) Propsteisynode                                  |                                                    | (Landesbischof) Landessynode Kirchenregierung                  |
| Bremische Evangelische Kirche                                 | Kirchengemeinde Kirchenvorstand              |                                                                   |                                                    | (Präsident des Kirchenausschusses) Kirchentag Kirchenausschuss |
| Evang.-Luth. Landeskirche Hannovers                           | Kirchengemeinde Kirchenvorstand              | Kirchenkreis (Superintendent) Kirchenkreistag                     | Sprengel (Landessuperintendent) Ephorenkonferenz   | (Landesbischof) Landessynode Landessynodalausschuss            |
| Evang. Kirche in Hessen und Nassau                            | Kirchengemeinde Kirchenvorstand              | Dekanat (Dekan) Dekanatssynode                                    | Propstei (Propst)                                  | (Kirchenpräsident) Landessynode Kirchenleitung                 |
| Evang. Kirche von Kurhessen-Waldeck                           | Kirchengemeinde Kirchenvorstand              | Kirchenkreis (Dekan) Kreissynode                                  | Sprengel (Propst)                                  | (Bischof) Landessynode Rat der Landeskirche                    |
| Lippische Landeskirche                                        | Kirchengemeinde Kirchenvorstand              | Klasse, auch Bezirk (Superintendent) Klassentag                   |                                                    | (Landessuperintendent) Landessynode Landeskirchenrat           |
| Evangelische Kirche in Mitteldeutschland                      | Kirchengemeinde                              | Kirchenkreis                                                      | Propstsprengel                                     | (Bischof) Landessynode Landeskirchenrat                        |
| Evangelisch-Lutherische Kirche in Norddeutschland             | Kirchengemeinde                              | Kirchenkreis                                                      | Sprengel                                           | (Landesbischof) Synode Kirchenleitung                          |
| Evang.-Luth. Kirche in Oldenburg                              | Kirchengemeinde Gemeindekirchenrat           | Kirchenkreis (Kreispfarrer) Kreissynode                           |                                                    | (Bischof) Synode Kirchenausschuss                              |
| Evang. Kirche der Pfalz                                       | Kirchengemeinde Presbyterium                 | Kirchenbezirk, auch Dekanat (Dekan) Bezirkssynode                 |                                                    | (Kirchenpräsident) Landessynode Kirchenregierung               |
| Evangelisch-reformierte Kirche                                | Kirchengemeinde Kirchenrat oder Presbyterium | Synodalverband (Präses des Moderamens) Synodalverbandssynode      |                                                    | (Kirchenpräsident) Gesamtsynode Moderamen                      |
| Evangelische Kirche im Rheinland                              | Kirchengemeinde Presbyterium                 | Kirchenkreis (Superintendent) Kreissynode                         |                                                    | (Präses) Landessynode Kirchenleitung                           |
| Evang.-Luth. Landeskirche Sachsens                            | Kirchgemeinde Kirchenvorstand                | Kirchenbezirk, auch Ephorie (Superintendent) Kirchenbezirkssynode | Kirchenamtsratsbereich (Kirchenamtsrat)            | (Landesbischof) Landessynode Kirchenleitung                    |
| Evang.-Luth. Landeskirche Schaumburg-Lippe                    | Kirchengemeinde Gemeindekirchenrat           | Kirchenbezirk (Superintendent)                                    |                                                    | (Landesbischof) Landessynode Landeskirchenrat                  |
| Evangelische Kirche von Westfalen                             | Kirchengemeinde Presbyterium                 | Kirchenkreis (Superintendent) Kreissynode                         |                                                    | (Präses) Landessynode Kirchenleitung                           |
| Evang. Landeskirche in Württemberg                            | Kirchengemeinde Kirchengemeinderat           | Kirchenbezirk (Dekan) Bezirkssynode                               | Prälatur, auch Sprengel (Prälat)                   | (Landesbischof) Landessynode Landeskirchenausschuss            |

Die unterste Instanz ist in der allgemeinen Verwaltung vergleichbar mit der politischen Gemeinde, die untere Instanz mit dem Landkreis, die mittlere Instanz mit dem Regierungsbezirk und die obere Instanz mit dem Land.

## Landeskirchen in der Schweiz

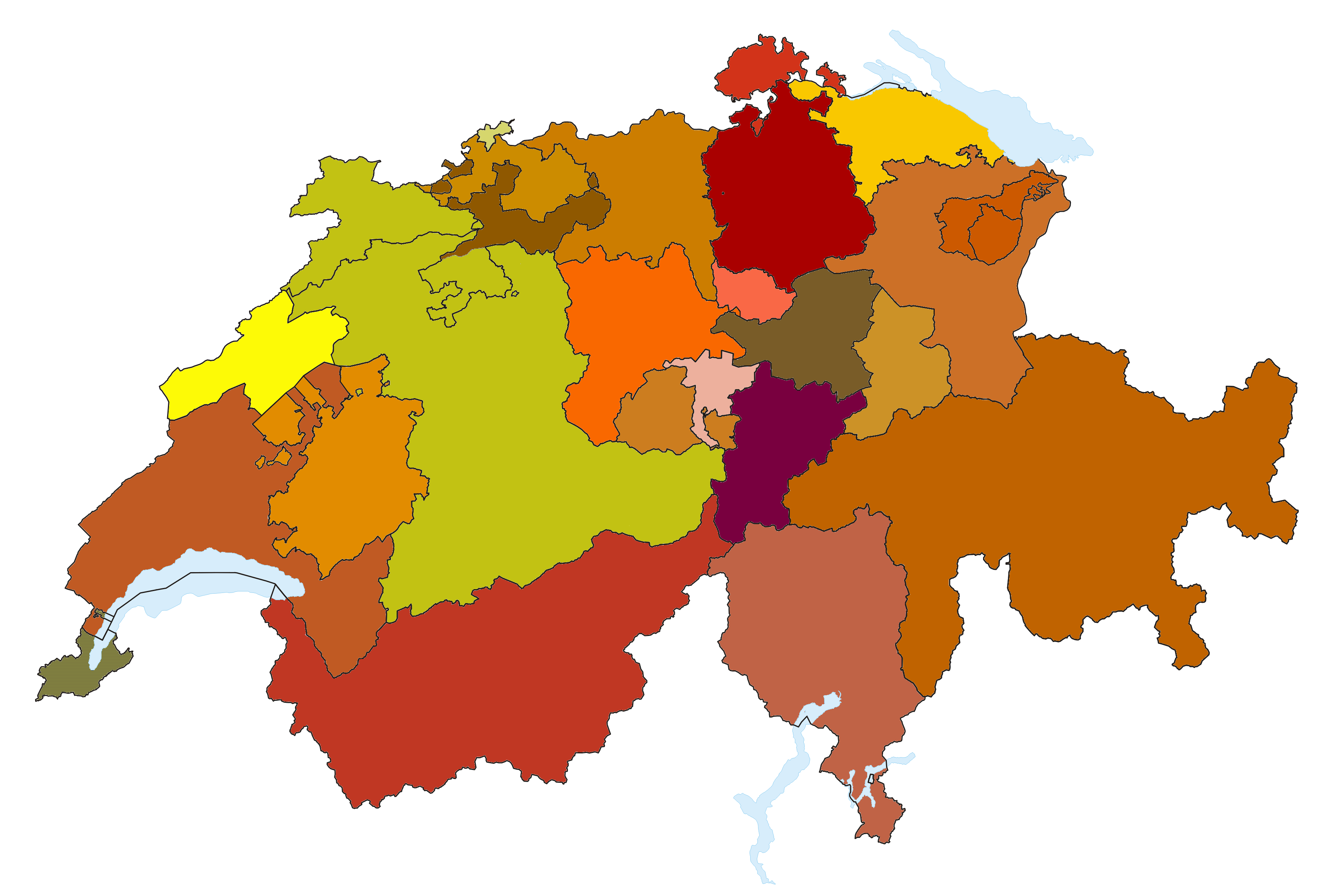
Reformierte Landeskirchen der Schweiz

### Typen
In der Schweiz wird das Verhältnis zwischen Kirche und Staat durch kantonale Gesetze geregelt. Bis auf den Kanton Genf und den Kanton Neuenburg kennen alle Kantone öffentlich-rechtliche anerkannte Religionsgemeinden. In allen Kantonen anerkannt sind die Evangelisch-reformierten Kirchen der Schweiz und die Römisch-katholische Kirche in der Schweiz, in manchen überdies die Christkatholische Kirche der Schweiz. Diese drei Kirchen, zumal die reformierte, werden als Landes- oder Kantonalkirchen bezeichnet. Öffentlich-rechtlich anerkannte jüdische Gemeinden haben der Kanton Basel-Stadt, der Kanton Bern, der Kanton Freiburg, der Kanton St. Gallen, der Kanton Waadt und der Kanton Zürich.
Aus historischen Gründen gibt es im Wesentlichen fünf Formen der öffentlich-rechtlichen Anerkennung:
- Die historisch reformierten Kantone (Basel-Stadt, Basel-Landschaft, Bern, Waadt, Zürich, Schaffhausen und Appenzell Ausserrhoden) kennen reformierte Landeskirchen mit synodaler Verfassung, die bis ins 20. Jahrhundert in enger Verbindung mit dem jeweiligen Kanton standen; heute sind sie jedoch weitestgehend autonom. In den Kantonen Obwalden und Tessin ist die evangelisch-reformierte Kirche zwar anerkannt, aber es gibt keine evangelisch-reformierte Kantonalkirche. Die reformierte Kirchgemeinde von Appenzell Innerrhoden ist aus praktischen Gründen Bestandteil der appenzell-ausserrhodischen Landeskirche, die reformierten Kirchgemeinden des Kantons Jura und der Solothurner Amteien Solothurn-Lebern und Bucheggberg-Wasseramt aus historischen Gründen Teil der Berner Landeskirche. Im Kanton Zürich (1963) sowie in anderen der genannten Kantonen wurde die heutige reformierte Kirchenverfassung weitgehend auch auf die katholische Kirche („römisch-katholische Körperschaft“) übertragen.
- Die historisch katholischen Kantone (Luzern, Zug, Nidwalden, Obwalden, Schwyz, Uri, Tessin, Wallis, Freiburg, Solothurn, Jura und Appenzell Innerrhoden) gewähren den Kirchen weitestgehende Autonomie. Kantonalkirchliche Strukturen haben sich hier teilweise erst in der jüngeren und jüngsten Vergangenheit herausgebildet; sie fehlen bis heute in Appenzell Innerrhoden und im Wallis.
- In den konfessionell paritätischen Kantonen (Aargau, Glarus, Graubünden, St. Gallen und Thurgau) kennen beide großen Kirchen analoge Regelungen. Sie haben wie in den historisch reformierten Kantonen synodale Verfassungen, die sie – teilweise seit alters – in Eigenkompetenz erlassen.
- In den (historisch reformierten) Kantonen Neuenburg und Genf sind die Kirchen nicht öffentlich-rechtlich anerkannt, aber gleichwohl „Organisationen von öffentlichem Interesse“.
- In jüngerer Zeit wurden auch nichtchristlichen Religionen vom Staat offiziell „anerkannt“ und ihnen damit gewisse, wenn auch weniger weit gehende Recht eingeräumt; in der Terminologie des Kantons Basel-Stadt spricht man hierbei von der „kleinen Anerkennung“. So sind in den Kantonen Basel-Stadt (nur eine von drei Gemeinden), Freiburg, St. Gallen und Zürich (nur zwei der vier Gemeinden[A 2]) die israelitischen Gemeinden in einzelnen Bereichen den Landeskirchen gleichgestellt,[3] und in Basel-Stadt, der Waadt und in Neuenburg genießen auch gewisse muslimische Verbände einige Privilegien.[4]

Die in den traditionell reformierten und paritätischen Kantonen geltende kantonalrechtliche Regelung der grundlegendsten Züge der Kirchenverfassung garantiert somit auch in den katholischen Kirchgemeinden demokratische Strukturen, die weltweit einzigartig sind, mit dem katholischen Kirchenrecht allerdings im Widerspruch stehen.

### Evangelisch-reformierte Landeskirchen
| Landeskirche                                                             | Präsident                                               | Fläche (km²) | Kirch- gemeinden | Mitglieder (Stand: 2012) | Verwaltungssitz |
| ------------------------------------------------------------------------ | ------------------------------------------------------- | ------------ | ---------------- | ------------------------ | --------------- |
| Reformierte Landeskirche Aargau                                          | Kirchenratspräsident: Christoph Weber-Berg              | 1’404        | 75               | 180’349                  | Aarau           |
| Evangelisch-reformierte Landeskirche beider Appenzell                    | Kirchenratspräsident: Kurt Kägi-Huber                   | 416          | 20               | 25'093                   | Trogen          |
| Evangelisch-reformierte Kirche des Kantons Basel-Landschaft              | Kirchenratspräsident: Martin Stingelin                  | 518          | 35               | 96'220                   | Liestal         |
| Evangelisch-reformierte Kirche Basel-Stadt                               | Kirchenratspräsident: Lukas Kundert                     | 37           | 7                | 30'764                   | Basel           |
| Reformierte Kirchen Bern-Jura-Solothurn                                  | Synodalratspräsident: Andreas Zeller                    | 7'589        | 215              | 642'456                  | Bern            |
| Evangelisch-reformierte Kirche des Kantons Freiburg                      | Synodalratspräsident: Pierre-Philippe Blaser            | 1671         | 16               | 41'235                   | Murten          |
| Église Protestante de Genève                                             | Präsidentin des Konsistorialrats: Charlotte Kuffer      | 282          | 34               | 74'456                   | Genf            |
| Evangelisch-Reformierte Landeskirche des Kantons Glarus                  | Präsident des kantonalen Kirchenrats: Ulrich Knoepfel   | 685          | 13               | 14'991                   | Glarus          |
| Evangelisch-reformierte Landeskirche Graubünden                          | Kirchenratspräsident: Andreas Thöny                     | 7’105        | 113              | 71'700                   | Chur            |
| Evangelisch-Reformierte Kirche des Kantons Luzern                        | Synodalratspräsident: David A. Weiss                    | 1’493        | 8                | 42'746                   | Luzern          |
| Église réformée évangélique du canton de Neuchâtel                       | Synodalratspräsident: Christian Miaz-Frutiger           | 802          | 9                | 59'972                   | Neuenburg       |
| Evangelisch-Reformierte Kirche Nidwalden                                 | Kirchenratspräsident: Wolfgang Gaede                    | 276          | 3                | 4483                     | Stans           |
| Verband der evangelisch-reformierten Kirchgemeinden des Kantons Obwalden | Präsidentin des Verbandsrats: Theres Meierhofer-Lauffer | 491          | 2                | 2'827                    | Sarnen          |
| Evangelisch-reformierte Kirche des Kantons St. Gallen                    | Kirchenratspräsident: Martin Schmidt                    | 2’026        | 49               | 112'738                  | St. Gallen      |
| Evangelisch-reformierte Kirche des Kantons Schaffhausen                  | Kirchenratspräsident: Frieder Tramer                    | 298          | 31               | 31'566                   | Schaffhausen    |
| Evangelisch-reformierte Kantonalkirche Schwyz                            | Kirchenratspräsident: Heinz Fischer                     | 908          | 6                | 18'602                   |                 |
| Evangelisch-Reformierte Kirche im Kanton Solothurn                       | Synodalratspräsidentin: Verena Enzler                   | ?            | 23               | 28'959                   |                 |
| Evangelische Landeskirche des Kantons Thurgau                            | Kirchenratspräsident: Wilfried Bührer                   | 991          | 66               | 98'310                   | Frauenfeld      |
| Chiesa evangelica riformata nel Ticino                                   | Synodalratspräsident: Tobias Ulbrich                    | 2’812        | 3                | 6'856                    |                 |
| Evangelisch-Reformierte Landeskirche Uri                                 | Kirchenratspräsident: Dieter Kolthoff                   | 1’077        | 3                | 1'830                    | Altdorf         |
| Église Évangélique Réformée du canton de Vaud                            | Synodalratspräsidentin: Esther Gaillard                 | 3’212        | 87               | 247'696                  | Lausanne        |
| Evangelisch-Reformierte Kirche des Wallis                                | Synodalratspräsident: Beat Abegglen                     | 5’224        | 10               | 19'505                   | Sitten          |
| Evangelisch-reformierte Kirchgemeinde des Kantons Zug                    | Kirchenratspräsidentin: Ursula Müller-Wild              | 239          | 1                | 17'923                   | Zug             |
| Evangelisch-reformierte Landeskirche des Kantons Zürich                  | Kirchenratspräsidentin Esther Straub                    | 1’729        | 179              | 461'602                  | Zürich          |

In den Kantonen Genf und Neuenburg sind die Kirchen privatrechtlich organisiert.

### Römisch-katholische Landeskirchen
| Landeskirche                                                                                | Präsident                                                       | Fläche (km²) | Mitglieder            | Verwaltungssitz   |
| ------------------------------------------------------------------------------------------- | --------------------------------------------------------------- | ------------ | --------------------- | ----------------- |
| Römisch-katholische Kirche im Aargau                                                        | Kirchenratspräsident Luc Humbel                                 | 1’404        |                       | Aarau             |
| Verband römisch-katholischer Kirchgemeinden des Kantons Appenzell Ausserrhoden              |                                                                 | 243          | ?                     | Herisau           |
| Katholische Kirchgemeinden Innerrhodens                                                     |                                                                 | 173          | ?                     | Gonten            |
| Römisch-katholische Landeskirche des Kantons Basel-Landschaft                               |                                                                 | 518          | ?                     | Liestal           |
| Römisch-katholische Kirche des Kantons Basel-Stadt                                          |                                                                 | 37           | ?                     | Basel             |
| Römisch-katholische Landeskirche des Kantons Bern                                           | Präsidentin des Landeskirchenrates: Marie-Louise Beyeler-Küffer | 5959         | 166'500, (Stand 2016) | Bern              |
| Kirchliche Körperschaft des Kantons Freiburg                                                |                                                                 | 1671         |                       | Villars-sur-Glâne |
| Verband der römisch-katholischen Kirchgemeinden des Kantons Glarus                          |                                                                 | 685          | ?                     | Näfels            |
| Katholische Landeskirche Graubünden                                                         |                                                                 | 7’105        |                       | Domat/Ems         |
| Collectivité ecclésiastique cantonale catholique-romaine de la République et Canton du Jura |                                                                 | 839          | ?                     | Delsberg          |
| Römisch-katholische Landeskirche des Kantons Luzern                                         |                                                                 | 1’493        | ?                     | Luzern            |
| Römisch-katholische Landeskirche des Kantons Nidwalden                                      |                                                                 | 276          | ?                     | Stans             |
| Verband der römisch-katholischen Kirchgemeinden des Kantons Obwalden                        |                                                                 | 491          |                       | Sachseln          |
| Katholischer Konfessionsteil des Kantons St. Gallen                                         |                                                                 | 2’026        | ?                     | St. Gallen        |
| Römisch-katholische Landeskirche des Kantons Schaffhausen                                   |                                                                 | 298          | ?                     | Schaffhausen      |
| Römisch-katholische Kantonalkirche Schwyz                                                   |                                                                 | 908          |                       |                   |
| Römisch-katholische Synode des Kantons Solothurn                                            |                                                                 | 791          | ?                     | Gerlafingen       |
| Katholische Landeskirche des Kantons Thurgau                                                |                                                                 | 991          |                       | Weinfelden        |
| Römisch-katholische Landeskirche Uri                                                        |                                                                 | 1’077        |                       | Attinghausen      |
| Fédération ecclésiastique catholique romaine du Canton de Vaud                              |                                                                 | 3’212        | ?                     | Lausanne          |
| Vereinigung der katholischen Kirchgemeinden des Kantons Zug                                 |                                                                 | 239          | ?                     | Cham              |
| Römisch-katholische Körperschaft des Kantons Zürich                                         |                                                                 | 1’729        | ?                     | Zürich            |

in den Kantonen Genf und Neuenburg sind die Kirchen privatrechtlich organisiert, und im Tessin und im Wallis gibt es nur die Bistümer.

## Landeskirche in Liechtenstein
In Liechtenstein ist die römisch-katholische Kirche laut Verfassungsartikel 37 II Landeskirche im Sinne einer Staatskirche. Eine Trennung von Kirche und Staat wird seit 2011 angestrebt, was sich jedoch aufgrund der verflochtenen Besitzverhältnisse als schwierig erwiesen hat. Eine Kommission erarbeitet einen Kompromissvorschlag, um die Trennung umzusetzen. Das Gebiet der Landeskirche entspricht seit dem 2. Dezember 1997 dem der römisch-katholischen Erzdiözese Vaduz. Bis 1997 entsprach es dem Gebiet des Dekanats Liechtenstein im Bistum Chur.